# 恩格爾伍德克利夫斯 (新澤西州)
恩格爾伍德克利夫斯（英語：Englewood Cliffs）是位於美國新澤西州伯根縣的自治市鎮。

## 人口
根據2020年美國人口普查的數據，恩格爾伍德克利夫斯的面積為8.74平方千米，當中陸地面積為5.51平方千米，而水域面積為3.23平方千米。當地共有人口5342人，而人口密度為每平方千米611人。